# Vilémovice (district de Havlíčkův Brod)
Pour les articles homonymes, voir Vilémovice.
Vilémovice (en allemand : Wilimowitz) est une commune du district de Havlíčkův Brod, dans la région de Vysočina, en Tchéquie. Sa population s'élevait à 263 habitants en 2020.

## Géographie
Vilémovice se trouve à 4 km à l'est-sud-est de Ledeč nad Sázavou, à 21 km à l'ouest-nord-ouest de Havlíčkův Brod, à 38 km au nord-nord-ouest de Jihlava et à 77 km au sud-ouest de Prague.
La commune est limitée par Ostrov au nord-ouest, par Pavlov au nord-est, par Světlá nad Sázavou au sud-est, par Trpišovice au sud, et par Bojiště et Ledeč nad Sázavou à l'ouest.

## Histoire
La première mention écrite de la localité date de 1638.